# Lijst van werken van Paolo Uccello
Deze lijst geeft een overzicht van de werken van de 15e-eeuwse Florentijnse kunstenaar Paolo Uccello.
| Afbeelding | Titel                                                                                    | Datering          | Techniek                                  | Afmetingen h x b (cm)              | Verblijfplaats                                           | Cat. |
| ---------- | ---------------------------------------------------------------------------------------- | ----------------- | ----------------------------------------- | ---------------------------------- | -------------------------------------------------------- | ---- |
|            | Maria met Kind                                                                           | circa 1415-1420   | fresco                                    | 57 x 100                           | Florence, Museo di San Marco                             | 1    |
|            | Schepping van de dieren en schepping van Adam en Schepping van Eva en de zondeval        | ca. 1424-1425     | muurschildering in tempera (overgebracht) | lunet: 210 x 452; onder: 244 x 478 | Florence, Santa Maria Novella                            | 4    |
|            | Aanbidding van het Christuskind met de heiligen Hieronymus, Maria Magdalena en Eustatius | ca. 1431-1432     | tempera op paneel                         | 110 x 47                           | Karlsruhe, Staatliche Kunsthalle                         | 5    |
|            | Aanbidding door de koningen                                                              | ca. 1433          | tempera op paneel                         | 20,4 x 178 (totaal)                | Florence, Museo Arcivescoli di Cestello                  | 9a   |
|            | Visioen van Johannes op Patmos                                                           | ca. 1433          | tempera op paneel                         | 20,4 x 178 (totaal)                | Florence, Museo Arcivescoli di Cestello                  | 9b   |
|            | De heiligen Jacobus en Ansano van Siena                                                  | ca. 1433          | tempera op paneel                         | 20,4 x 178 (totaal)                | Florence, Museo Arcivescoli di Cestello                  | 9c   |
|            | Fresco's van de Capella dell'Assunta                                                     | ca. 1434-1435     | fresco                                    |                                    | Prato, Kathedraal van Prato                              | 10   |
|            | Heilige non met twee kinderen (fragment)                                                 | ca. 1434-1435     | tempera op paneel                         | 79 x 35                            | Privéverzameling                                         | 11   |
|            | Ruiterportret van John Hawkwood                                                          | 1436 (gesigneerd) | fresco                                    | 820 x 515                          | Florence, Duomo                                          | 12   |
|            | Geboorte van Christus (fragment)                                                         | ca. 1435-1437     | fresco                                    | 350 x 237                          | Bologna, San Martino Maggiore                            | 13   |
|            | Slag om San Romano                                                                       | ca. 1435-1440     | tempera op paneel                         | 182 x 320                          | Londen, National Gallery                                 | 14a  |
|            | Slag om San Romano                                                                       | ca. 1435-1440     | tempera op paneel                         | 182 x 323                          | Florence, Uffizi                                         | 14b  |
|            | Slag om San Romano                                                                       | ca. 1435-1440     | tempera op paneel                         | 180 x 316                          | Parijs, Louvre                                           | 14c  |
|            | Aanbidding van het Christuskind                                                          | 1435-1443         | fresco                                    | 140 x 215                          | Florence, Uffizi                                         | 15   |
|            | Madonna                                                                                  | ca. 1437-1440     | tempera op paneel                         | 57 x 33                            | Dublin, National Gallery of Ireland                      | 16   |
|            | Sint-Joris en de draak (Sint-Joris bevrijdt de prinses)                                  | ca. 1439-1440     | tempera op paneel                         | 52 x 90                            | Parijs, Musée Jacquemart-André                           | 17   |
|            | Wijzerplaat                                                                              | 1443              | fresco                                    | 583 x 583; hoofden: 68 cm diameter | Florence, Duomo                                          | 19   |
|            | Opstanding                                                                               |                   | glas-in-loodraam (ontwerp)                | 468 diameter                       | Florence, Duomo                                          | 20   |
|            | Geboorte van Christus                                                                    | 1443-1444         | glas-in-loodraam (ontwerp)                | 468 diameter                       | Florence, Duomo                                          | 21   |
|            | De zondvloed                                                                             | ca. 1447          | fresco                                    | 215 x 510                          | Florence, Santa Maria Novella, Chiostro Verde            | 23a  |
|            | Het dankoffer van Noach en De dronkenschap van Noach                                     | ca. 1447          | fresco                                    | 277 x 540                          | Florence, Santa Maria Novella, Chiostro Verde            | 23b  |
|            | Scènes uit het kloosterleven                                                             | ca. 1447-1454     |                                           |                                    | Florence, San Miniato al Monte                           | 24   |
|            | Avane-predella: Man van Smarten met de Maagd Maria en Johannes de evangelist             | 1452              | paneel                                    |                                    | Florence, Museo di San Marco                             | 26   |
|            | Sint-Joris en de draak                                                                   | ca. 1455-1460     | tempera op doek                           | 56,5 x 74                          | Londen, National Gallery                                 | 28   |
|            | Kruisiging                                                                               | ca. 1457-1458     | tempera op paneel (huidige toestand)      | 46 x 67,5                          | Madrid, Museo Thyssen-Bornemisza                         | 30   |
|            | Het leven van de heilige vaders (Thebaïde of Perspectiva religiosorum)                   | ca. 1460-1465     | tempera op doek                           | 81 x 110                           | Florence, Accademia                                      | 32   |
|            | Mirakel van de ontwijde hostie                                                           | 1467-1468         | tempera op hout                           | 42 x 361                           | Urbino, Galleria Nazionale delle Marche (Palazzo Ducale) | 33   |
|            | De jacht                                                                                 | ca. 1470          | tempera op hout                           | 65 x 165                           | Oxford, Ashmolean Museum                                 | 34   |